# Utta Danella – Der blaue Vogel
Utta Danella – Der blaue Vogel ist ein deutscher Zweiteiler von Dietmar Klein aus den Jahren 2001 und 2002. Die Verfilmung geht zurück auf Utta Danellas Roman Der blaue Vogel und ist die 2. und 3. Folge der Filmreihe. Die Hauptrollen wurden mit Annett Renneberg, Dietmar Schönherr, Alexandra Schiffer und Timothy Peach besetzt.

## Handlung
Als Kind sieht Christine Kamphoven mit an, wie ihr Vater aus Eifersucht ihre schwangere Mutter und deren neuen Partner erschießt. Da ihr Vater nun im Gefängnis ist, wächst sie auf Breedenkamp, Ostholstein, bei ihrem Großvater Jon auf, der auf Breedenkamp Pferde züchtet. Ihr Nachbar Oliver, ebenfalls Pferdezüchter, ist in sie verliebt.
Dann erfährt Christine, dass das Kind ihrer Mutter überlebt hat und inzwischen 17 Jahre alt ist. Ihre musisch begabte Halbschwester Mara lebt in Italien, von wo aus Christine sie nach Breedenkamp holt. Mara ist mit ihrem Interesse und Talent für das Geigenspiel ein großer Gegensatz zur pferdeverrückten Christine.
Christine verliebt sich in Julian Jablonka, einen Journalisten. Auch Mara verguckt sich in Julian. Christine entdeckt die beiden in einer vermeintlich eindeutigen Situation. Julian weist Mara allerdings zurück, da er in Christine verliebt ist.
Julian fliegt nach Italien um Magnus, den Vater von Christine, nach Breedenkamp zurückzuholen. Magnus wurde zwischenzeitlich aus dem Gefängnis entlassen. Sein Vater Jon hat ihn nach der Bluttat allerdings verstoßen.
Auf den Rückflug verunglückt Julian, der als Pilot das Flugzeug steuert, tödlich. Christine ist untröstlich, entdeckt aber bald, dass sie schwanger ist.
Zudem erleidet Jon einen Herzinfarkt. Dadurch werden die großen finanziellen Schwierigkeiten des Guts offenbar.
Oliver steht Christine stets zur Seite, ebenso wie ihre beste Freundin Winnie und die Haushälterin Telse.
Auch während der Schwangerschaft und der Geburt ist Oliver, der Christine immer noch liebt, an ihrer Seite. Aus den beiden wird schließlich ein Paar. Zur Hochzeit der beiden kommt auf Wunsch von Christine ihr Vater Magnus nach Breedenkamp, was von Jon schlussendlich akzeptiert wird.

## Produktion
Die Erstausstrahlung von Teil 1 im Ersten erfolgte am 29. Dezember 2001 und von Teil 2 am 1. Januar 2002.